# Arme de destruction massive
Pour les articles homonymes, voir ADM.
« Arme de destruction massive » (ADM) est la traduction française d'une expression américaine, Weapons of Mass Destruction (WMD), utilisée notamment en communication politique pour désigner les armes non conventionnelles les plus terrifiantes que l'on accuse l'adversaire de posséder. Le terme a été popularisé après l'invasion de l'Irak en 2003 cautionnée en particulier par la recherche d'armes de destruction massives qu'aurait détenues le régime de Saddam Hussein. En 2004, dans sa résolution 1540, le Conseil de sécurité des Nations unies demande à tous les États « d’empêcher la prolifération d’armes nucléaires, chimiques ou biologiques ». Bien que des pays (notamment les USA) peuvent avoir leur propre définition des ADM, il n'existe pas de définition internationalement reconnue et partagée. On note toutefois que l'Institut de droit international évoque cette notion dans une résolution de 1969 relative à « la distinction entre les objectifs militaires et non militaires en général et notamment les problèmes que pose l'existence des armes de destruction massive ». Par ailleurs, dans une réunion du Conseil de sécurité des Nations unies de 1949 relative au deuxième rapport sur les travaux accomplis par la Commission des armements de type classique (en), les représentants des membres du Conseil de sécurité évoquent explicitement les « armes adaptables à la destruction de masse » et les « armes de destruction de masse ».
Après avoir été utilisée en Angleterre à la fin des années 1930 pour qualifier les agressions allemandes en Espagne et japonaise en Chine, cette expression serait apparue aux États-Unis dans les années 1940 pour désigner des armes nucléaires, radiologiques, biologique et chimiques[réf. nécessaire]. Vannevar Bush, scientifique conseiller des présidents Roosevelt et Truman, aurait inventé cette expression pour définir les futures armes géantes, dites « imprévisibles »[réf. nécessaire]. À cette époque, les bombes, grenades ou fusils de gros calibre, couramment utilisés, n'étaient pas considérés comme tels.
Cette notion a été étendue par les États-Unis à des armes à la fois conventionnelles et plus petites. En effet, depuis un projet de loi datant de 1994, le Congrès a inclus dans la catégorie des armes de destruction massive les « engins destructeurs » (au sens de la législation fédérale en vigueur), tels que les bombes, grenades, mines et fusils à calibre supérieur à 12,7 millimètres. Ainsi, le Code des États-Unis, Titre 18, Section 2332a punit de 50 ans de peine de prison un meurtre commis au moyen d'une arme de destruction massive, et il le qualifie de crime fédéral, relevant de la compétence du FBI. Au début du XXIe siècle, le terme d'armes de destruction massive est utilisé par l'administration judiciaire[Laquelle ?], de manière banalisée pour caractériser certains actes terroristes, ou incivilités consistant à menacer d'armes de ce type.
En France, cette catégorie d'armes conventionnelles correspond simplement à celle des armes de guerre dont le commerce a toujours été interdit et dont la détention est rigoureusement interdite aux civils. Elles doivent se trouver dans les arsenaux où elles font l'objet d'inventaires et de surveillance très rigoureuses.

## Emploi du terme
Cette expression est devenue célèbre et n'a été traduite en français qu'en 2002 à l'occasion de la crise au sujet du désarmement de l'Irak. La suspicion sur la présence d'armes de destruction massive fut une des raisons avancées pour l'attaque et l'invasion de l'Irak en 2003. L'année suivante, la Résolution 1540 du Conseil de sécurité des Nations unies visant à prévenir les risques liés à l’acquisition d'armes de destructions massives par des « acteurs non étatiques ».
John Kerry, chef département d'État américain, a qualifié en mai 2014 « le réchauffement climatique » « de plus grande arme de destruction massive».

### Emploi dans le passé
L'expression « armes de destruction massive » a été utilisé en 1937 par l'archevêque de Canterbury lors de son intervention radiodiffusée de Noël. Lors de son allocution, reprise par le Times of London du 28 décembre 1937, il souligne l'horreur des attaques menées en Chine et en Espagne contre des populations civiles à l'aide des « nouvelles armes de destruction massive ».
Les armes nucléaires, radiologiques, bactériologiques et chimiques ont généralement une vocation dissuasive. Leurs emplois dans le cadre d'opérations militaires étant exceptionnels.
- Guerre chimique lors de la Première Guerre mondiale, aboutissant à leur interdiction par les traités internationaux. Leur emploi, et par conséquent leur fabrication et leur détention, est devenu un crime de guerre.
- Guerre chimique lors de la Seconde Guerre mondiale, aboutissant à des condamnations pour les puissances vaincues.
- Bombardements atomiques de Hiroshima et Nagasaki qui constituait un crime de guerre, mais uniquement en raison de leur emploi sur des cibles civiles et sans défenses. Des traités internationaux visent à empêcher leur prolifération.
- Épandage de l'agent orange par les américains lors de l'Opération Ranch Hand pendant la guerre du Vietnam.
- Guerre chimique lors de la guerre Iran-Irak

Ces armes ont le défaut de ne pas être tirées sur un objectif bien déterminé, mais elles agissent sur une zone « très étendue », avec un rayon qui peut dépasser le kilomètre, et avec des effets très importants sur les bâtiments, les matériels et les personnes, y compris les civils.

## Essai de définition actuelle

### Armes nucléaire, bactériologique et chimique (NBC)
La définition militaire moderne recouvre des armes capables d'un haut niveau de destruction et/ou utilisables de façon à détruire un grand nombre de personnes.

### Armes de destruction massive (ADM)
En 2005, il n'existait pas de définition de cette expression dans le droit international général. L'idée est qu'il s'agit d'armes capables de tuer les hommes en très grande quantité, et plutôt d'armes non conventionnelles ou inédites.
Pour parler des armes non conventionnelles, les militaires et les diplomates emploient aussi l'appellation d'armes NBC (nucléaire, biologique/bactériologique [selon l'époque] et chimique), auparavant appelées ABC (atomique, biologique et chimique). Récemment est apparu le terme NRBC ou NBCR, R pour radiologique et visant les « bombes radiologiques » et autres armes utilisant des radiations.
Les armes de destruction massive pourraient être des explosifs, du poison, des armes nucléaires, biologiques, chimiques, climatiques, sismiques, thermobariques de forte puissance, ou radiologiques, mais le terme ne concerne pas les moyens de transport ou de propulsion de l'arme quand ces moyens sont séparables de l'arme.

## Remarques
Les armes non conventionnelles autres que NRBC du type de rayonnement dirigé (faisceau laser, etc.) sont théoriques, à l'étude, ou relèvent du domaine de la science-fiction. Les armes à base d'ondes très courtes diffusées pour endommager l'activité cérébrale sont en cours d'expérimentation aux États-Unis pour mettre hors d'état des manifestants.
- Les armes non conventionnelles ont aussi un effet psychologique important par l'aspect de vulnérabilité de l'individu (il est presque impossible de se protéger d'une arme nucléaire), et le fait qu'on puisse être tué sans pouvoir même le savoir dans le cas des armes chimiques et biologiques. Cette imprévisibilité est aussi présente dans une moindre mesure sur le champ de bataille où on peut être tué sans connaître le danger par des mines ou des tireurs embusqués. Les « bombes sales » quant à elles ne sont guère plus dangereuses qu'une bombe classique mais l'association de « terrorisme », « radioactivité » et « bombe » aurait des effets de panique important dans les sociétés occidentales. Quant à l'explosion d'une arme nucléaire, son effet psychologique sur les populations de notre société serait énorme et imprévisible. / une bombe nucléaire 'sale' génère bien plus de dégâts qu'une bombe correctement construite parce que la combustion des atomes radioactifs (potentiellement plus toxique que l'U-235) est bien moindre, ce qui signifie au sol plus de radioactivité plus loin et plus longtemps !
- L'usage massif de bombes incendiaires (au phosphore ou au napalm, par exemple) a un usage militaire similaire, mais un impact psychologique plus limité.
- Il est quasi impossible d'utiliser des armes chimiques pour une « destruction massive » sur un territoire, car ses effets sont relativement limités dans l'espace et dans le temps, et moins prévisibles que dans le cas des armes conventionnelles. / cf les effets de l'épandage de dioxine (agent orange) encore présent au Viêt-Nam dans les sols et qui se manifestent encore aujourd'hui sur les populations.
- Les armes de destruction massive se sont révélées au cours du XXe siècle nettement moins meurtrières que les armes conventionnelles, statistiquement responsables de l'immense majorité des morts dans tous les conflits. Leur puissance relative (c'est-à-dire que si armes conventionnelles et non conventionnelles étaient utilisées en même quantités) penche néanmoins de loin du côté des armes de destruction massive.

## Protection
Il est impossible de se protéger efficacement de toutes ces armes, mais une protection partielle contre les armes NBC est envisageable.
Pour plus de détails : NBC ; Sécurité civile.

## L’intelligence artificielle
Dans les œuvres de science-fiction, l'Intelligence artificielle est souvent représentée comme un antagoniste à l'espèce humaine.
Dans la culture populaire, de nombreux films parlent de la destruction de l'Homme par l'IA. Pour exemple, on peut citer RoboCop qui exploite la création massive de robots pour ensuite dominer le monde, c'est également le cas dans I, Robot (film). Cette crainte de l'IA est un scénario plausible pour l'historien Yuval Noah Harari, bien qu'il trouve les scénarios hollywoodiens peu réalistes. Il a plus peur de leurs capacités à résoudre des problèmes et non pas de leur conscience. Dans la série de films Terminator, Skynet représente l'IA qui réduira l'humanité à néant si personne n'intervient pour altérer le passé. La synchronicité est le terme utilisé lorsque l'intelligence artificielle s'améliore par elle-même.